# Roberto Junguito
Roberto Junguito Bonnet (Bogotá, 5 de marzo de 1943-Ib., 27 de diciembre de 2020) fue un político y economista colombiano, que se desempeñó como Ministro de Hacienda y Crédito Público durante los gobiernos de Belisario Betancur y Álvaro Uribe Vélez.

## Biografía
Nacido en Bogotá, realizó estudios en la Universidad de los Andes de Bogotá y luego viajó a Estados Unidos donde realizó estudios doctorales en economía en la Universidad de Princeton, después realiza cursos varios en el London School of Economics and Political Science y en la Universidad Libre de Bruselas.
Familia:
Padre: Eduardo Junguito
Madre: Elena Bonettt
Hermano: Eduardo Junguito Jr.

### Trayectoria
Su trayectoria se ha identificado por:
- Presidente Ejecutivo de Fasecolda, 2005-?.
- Ministro de Hacienda y Crédito Público, 2002-2003.
- Director Ejecutivo Alterno -FMI- Washington, 1999-2002
- Codirector, Junta Directiva del Banco de la República de Colombia, 1991- 1999
- Presidente de la Asociación de Exportadores de Café, 1988-1991.
- Embajador de Colombia en Francia, 1986-1987.
- Ministro de Hacienda, 1984-1985.
- Embajador ante la Comunidad Europea, 1983-1984.
- Ministro de Agricultura, 1982- 1983
- Presidente de la Sociedad de Agricultores de Colombia, 1981-1982.
- Misión Finanzas Intergubernamentales, 1979-1980.
- Director de Fedesarrollo, 1974-1978.
- Representante de Colombia ante la Organización Internacional del Café, Londres, 1972-1973.